# Бисмарк, Фридрих Вильгельм фон
Фридрих Вильгельм фон Бисмарк (нем. Friedrich Wilhelm von Bismarck; 1783—1860) — граф (с 1815), вюртембергский генерал и дипломат, а также военный писатель.

## Биография
Фридрих Вильгельм фон Бисмарк родился 28 июля 1783 года.
Военную службу начал в чине корнета в рядах курфюрста Ганноверского, но вскоре перешёл в Нассаускую службу, а затем и в английскую армию (в 1804 году).
В результате дуэльного поединка вынужден был оставить Англию и в 1807 году вступил в вюртембергскую армию, где получил в своё командование эскадрон.
Участвовал в Наполеоновских войнах в рядах вюртембергской кавалерии.
В 1815 году был возведен в графское достоинство и назначен в состав комиссии по преобразованию вюртембергских войск, где ему была поручена её кавалерийская часть.
В 1835 году Бисмарк был приглашен императором Николаем I в Россию для осмотра российской кавалерии.
Фридрих Вильгельм фон Бисмарк умер 18 июня 1860 года.

### Семья
Женился 7 сентября 1807 года на Августе Амалии Нассау-Узингенской (1778—1846), дочери герцога Фридриха Августа Нассауского. Брак был бездетным.
Будучи вдовцом, женился 5 апреля 1848 г. на Амалии Жюли Тибо (4 июля 1824 г., Штайнбах-бай-Баден-Баден — 6 сентября 1918, Мариафельд-ам-Цюрихзее ); с ней у него было двое детей:
- граф Август Вильгельм Юлиус фон Бисмарк[нем.] (1849–1920), позже гусарский офицер, коневод, дизайнер «Гут Лилиенхоф» в Брайсгау; потомков не оставил, так что линия вымерла.
- графиня Клара фон Бисмарк (1851–1946), вышла замуж за швейцарского генерала Ульриха Вилле (1848–1925), 2 детей: сын Ульрих Вилле-младший[нем.] и дочь Рене Шварценбах-Вилле[нем.].

## Награды
- Награждён российскими орденами Св. Георгия 4-й степени (№ 3005; 13 июля 1815) и Св. Анны.
- Также награждён орденами Почётного легиона (1809), Верности, Церингенского льва, Фридриха (1830), За войсковые заслуги, Святого Губерта, Данеброга, Леопольда и другими.
- Святого Иоанна (1819, королевство Пруссия)[2]
- Орден Красного орла 1-го класса (1830, королевство Пруссия)[3]